# Jakob III av Cypern
Jakob III av Cypern, född 1473, död 1474, var en cypriotisk regent. Han var Cyperns monark från 1473 till 1474. 